# Separation/Phyte 10"
Separation/Phyte 10" är det svenska hardcorebandet Separations andra studioalbum, utgivet av Phyte Records 1998. Albumet var precis som det första självbetitlat och kallas därför ibland också Phyte 10" då det gavs ut som en 10"-vinyl av Phyte Records.

## Låtlista
A
1. "Perspectives"
2. "Random"
3. "Bored Youth Theme Song"
4. "Loud Way of Saying Nothing"
5. "Part of the Show"

B
1. "Possible"
2. "Failure By Choice"
3. "History in Fourteen Seconds"
4. "Pleased, Comfortable and Satisfied?"
5. "All for Nothing"